# Dracontium spruceanum

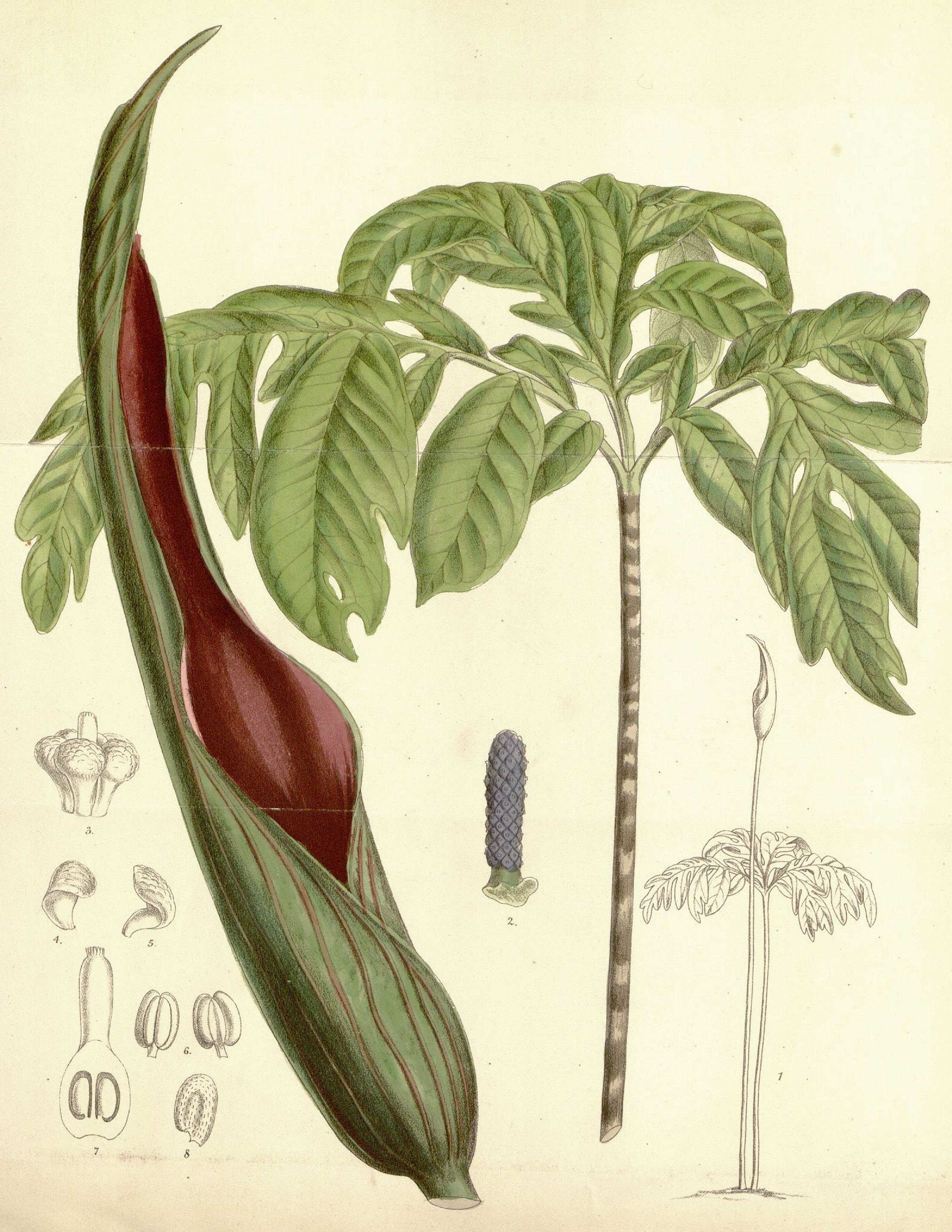
Ilustración de Dracontium spruceanum

Jergón sacha (Dracontium spruceanum) es una especie de arbusto perteneciente a la familia de las aráceas. La raíz es utilizada dentro de la medicina tradicional amazónica en Perú para el tratamiento de mordeduras de serpiente, abscesos con gusanos y hernias. Se caracteriza por sus propiedades antioxidantes e inmunomoduladoras.

## Taxonomía
Dracontium spruceanum fue descrita como tal por primera vez por el botánico chino Guang Hua Zhu y publicada en Novon 6(3): 308 en 1996.
Basónimo
- Echidnium spruceanum Schott, Oesterr. Bot. Z. 8: 350 (1858).

Sinonimia
- Dracontium carderi Hook.f., Bot. Mag. 106: t. 6523 (1880).
- Dracontium costaricense Engl., Pflanzenr., IV, 23C: 44 (1911).
- Dracontium trianae Engl., Pflanzenr., IV, 23C: 44 (1911).
- Dracontium loretense K.Krause, Notizbl. Bot. Gart. Berlin-Dahlem 11: 617 (1932).
- Dracontium ornatum K.Krause, Notizbl. Bot. Gart. Berlin-Dahlem 15: 40 (1940).

## Importancia económica y cultural
Se utiliza como preventivo y antídoto ante la mordedura de serpientes en la amazonia de Perú y Colombia. Como preventivo, los cazadores ocainas participan en un ritual en donde, luego de pedir permiso y ayuda al espíritu de la planta, estos son azotados y su cuerpo restregado con las hojas de la planta, especialmente en las piernas. El ritual se utiliza también para las personas que van a permanecer varios días en la selva.

### Estudios
Un estudio del 2006 liderado por una investigadora del Centro Nacional de Salud Intercultural en Lima ha verificado el extracto acuoso de D. spruceanum neutraliza la actividad letal de veneno de Bothrops atrox (llamada jergón en Perú).